# Station Niegosławice
Station Niegosławice is een spoorwegstation in de Poolse plaats Niegosławice.